# 서부명인전
〈서부명인전〉(The Good Guys and the Bad Guys)는 1969년 제작된 버트 케네디 감독의 미국 영화이다.

## 출연진
- 로버트 미첨
- 조지 케네디
- 마틴 발삼
- 데이비드 캐러딘
- 티나 루이즈
- 로이스 네틀턴
- 존 캐러딘
- 마리 윈저
- 버디 해킷
- 더글러스 포리
- 존 데이비스 챈들러
- 딕 피어바디
- 캐슬린 프리먼
- 데이비드 F. 카고
- 조지 던
- 잭키 조셉

## 참고 사항
- 1981년 토요명화 이름을 바꾼 뒤, 우리말 명칭이 서부명인전라는 제목으로 알려졌다.